# 11083 Caracas
11083 Caracas là một tiểu hành tinh vành đai chính với cận điểm quỹ đạo là 2.1117833 AU. Nó có độ lệch tâm là 0.1036630 và chu kỳ quỹ đạo là 1318.6588097 ngày (3.61 năm).
Cantor có vận tốc quỹ đạo trung bình là 19.4096319 km/s và độ nghiêng quỹ đạo là 4.73240°.
Nó được phát hiện ngày 15 tháng 9 năm 1993 ở Đài thiên văn Nam Âu.
Caracas is the capital thuộc Venezuela in South America.